# Johann Hartmann (Amtskeller)
Johann Hartmann (* um 1550 in Sulzfeld am Main; † 1622 in Miltenberg) war Amtskeller in Miltenberg.

## Leben
Über das Leben des Johann Hartmann ist nicht viel überliefert. Er war von 1571 bis 1621 im Amt Miltenberg als Keller tätig (sein Vorgänger war Hanns Karlau) und übergab ein Jahr vor seinem Tod wegen Altersschwäche sein Amt an seinen Sohn Johann Melchior.

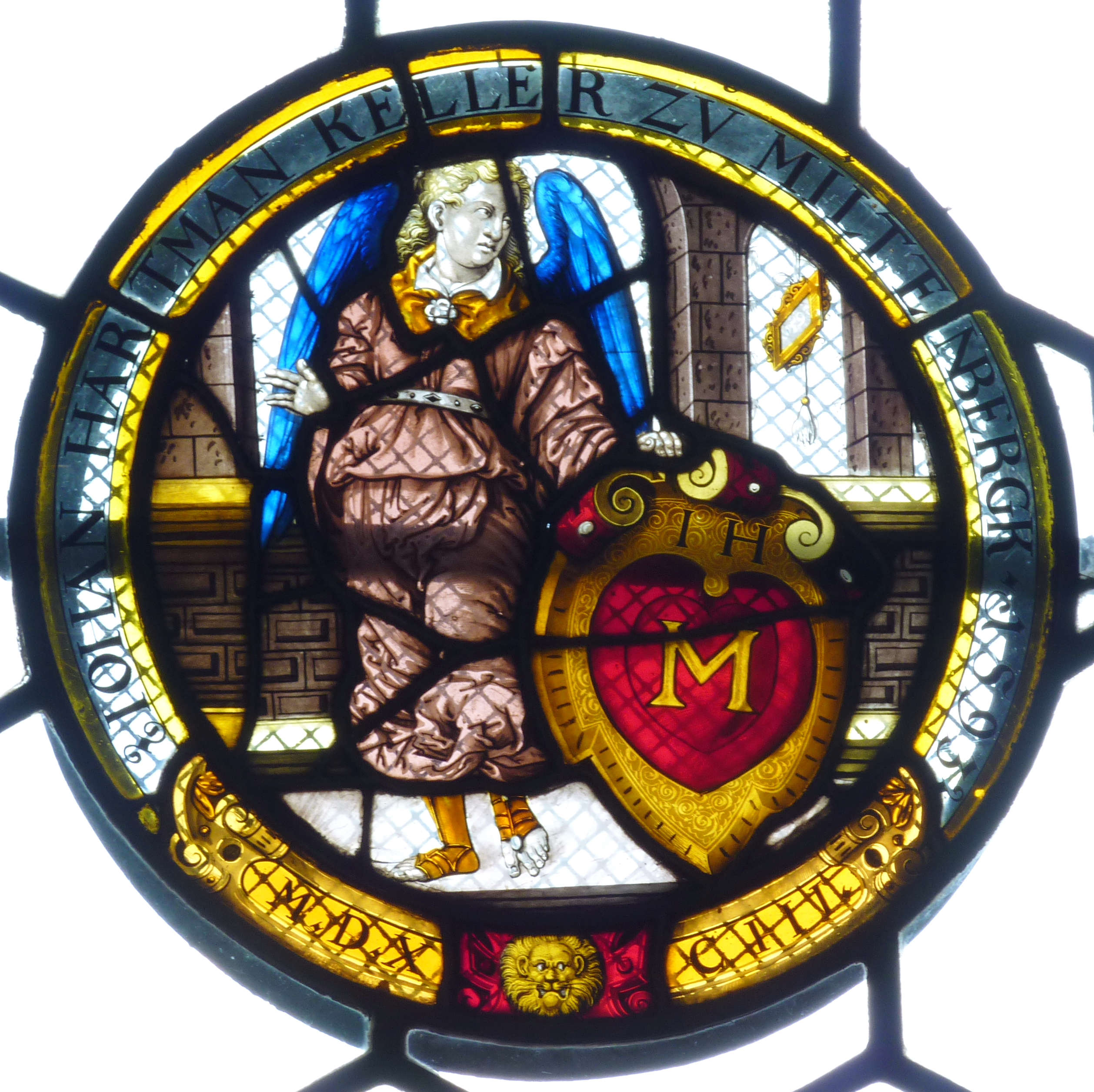
Wappenscheibe des Johann Hartmann

Im Sitzungssaal des Rathauses von Bürgstadt befindet sich eine Wappenscheibe, da er als Amtsträger des Erzstifts Mainz auch für Bürgstadt zuständig war. 

### Beschreibung der Wappenscheibe
Die Scheibe zeigt im Hintergrund eine Architektur mit Fenstern über einem gemauerten Sockel aus Bossensteinen. Davor hält ein prunkvoll gekleideter Engel das Wappen des Kellers. Ein nicht heraldisch geformtes Schild ist ein Hinweis auf den nicht adeligen Stand des Johann Hartmann. Im goldenen Schildfeld ist ein rotes Herz zu sehen, auf dem ein goldenes M für (Kur-)Mainz liegt. Über dem Herz sind die Initialen J H des Kellers angebracht. Der Erzengel Michael schaut zu einem rechteckigen Spiegel, der in einem Bogenfenster hängt und mit der Jahreszahl 1593 beschriftet ist. Die Umschrift lautet: „Johann Hartmann Keller zu Miltenberg 1593“.